# Kathy Jordan
Kathryn "KJ" Jordan, född 3 december 1959 i Bryn Mawr i Pennsylvania, är en amerikansk högerhänt tidigare professionell tennisspelare, främst känd som framgångsrik dubbelspelare som tagit en "karriär Grand Slam" tillsammans med amerikanskan Anne Smith. Syster till tennisspelaren Barbara Jordan.

## Tenniskarriär
Kathy Jordan blev professionell tennisspelare i juni 1979 och spelade internationell tävlingstennis till september 1991. Hon var framförallt dubbelspelare och vann som sådan 41 titlar, de flesta med den australiska spelaren Elizabeth Smylie och Anne Smith, inkluderande 7 Grand Slam (GS)-titlar varav 5 i dubbel och 2 i mixed dubbel. Hon vann också dubbeltiteln i Virginia Slims Championship 1990 tillsammans med Smylie. Som singelspelare var hon mindre framgångsrik, men vann ändå 3 titlar. Under karriären vann hon 1,592,111 US dollar.
Som singelspelare hade Jordan sin största framgång när hon 1983 i Australiska öppna nådde finalen. Hon ställdes där mot Martina Navratilova och förlorade med 2-6, 6-7. 
Jordan vann 4 av sina GS-titlar i dubbel tillsammans med Anne Smith (Franska öppna och Wimbledonmästerskapen 1980 samt Australiska öppna och US Open 1981). År 1985 vann hon Wimbledon en andra gång, nu tillsammans med Elizabeth Smylie.
Hon vann mixed dubbel-titlarna i Franska öppna och Wimbledon 1986, båda tillsammans med landsmannen Ken Flach.
Kathy Jordan deltog i det amerikanska Fed Cup-laget 1980-81 och 1984-85 (cup-vinnare 1980 och 1981). Hon spelade totalt 27 matcher, av vilka hon vann 23. Arton av matcherna var i dubbel, 10 av dessa spelade hon tillsammans med Rosie Casals.